# Ołesia Małaszenko
Ołesia Ihoriwna Małaszenko (ukr. Олеся Ігорівна Малашенко; ur. 21 lutego 1991 w Kiszyniowie) – ukraińska koszykarka występująca na pozycjach silnej skrzydłowej lub środkowej, reprezentantka kraju, od 2023 zawodniczka Rutronika Stars Keltern.

## Osiągnięcia
Stan na 23 marca 2024, na podstawie, o ile nie zaznaczono inaczej.

### Drużynowe
- Mistrzyni Belgii (2009, 2019, 2020)
- Wicemistrzyni:
  - Eurocup (2011, 2019)
  - Włoch (2014)
  - Belgii (2008, 2015)
  - Jordanii (2022)
  - Mongolii (2023
- 3. miejsce w Eurocup (2012)
- Zdobywczyni pucharu:
  - Belgii (2008, 2009, 2019)
  - Ukrainy (2022)[3]

### Indywidualne
(* – nagrody przyznane przez portal eurobasket.com)
- MVP Pucharu Ukrainy (2022)[3]
- Zaliczona do składu honorable mention ligi*:
  - włoskiej (2014)
  - tureckiej (2016)
  - belgijskiej (2020)

### Reprezentacja

#### Seniorska
- Uczestniczka:
  - mistrzostw Europy (2009 – 13. miejsce, 2017 – 10. miejsce, 2019 – 16. miejsce)[4][5][6]
  - kwalifikacji do Eurobasketu (2015, 2017, 2023)

#### Młodzieżowe
- Uczestniczka:
  - uniwersjady (2013 – 9. miejsce)
  - mistrzostw Europy:
    - U–20 (2008 – 5. miejsce, 2010 – 5. miejsce, 2011 – 6. miejsce)
    - U–18 (2007 – 5. miejsce, 2008 – 11. miejsce, 2009 – 8. miejsce)
    - U–16 (2006 – 8. miejsce, 2007 – 11. miejsce)
- Zaliczona do I składu mistrzostw Europy:
  - U–18 (2009)[7]
  - U–16 (2007)[8]
- Liderka Eurobasketu:
  - U–16 w średniej punktów (2007)
  - w zbiórkach:
    - U–18 (2009 – 13,8)
    - U–16 (2006, 2007)